# Nigel Cross
Nigel Cross é um acadêmico britânico, pesquisador de design e educador, professor emérito de estudos de Design da Open University, Reino Unido, e editor-chefe da revista Design Studies. Ele é uma das figuras principais da pesquisa em design e da comunidade acadêmica de design, além de importante membro da Design Research Society.

## Obra
Em 1982, Cross publicou um artigo seminal 'Designerly Ways of Knowing', com base em pesquisa de design para mostrar o design como tendo a sua própria cultura intelectual e prática como base para a educação, e contrastando-a com as culturas da Ciência, Artes e Humanidades. Isto é baseado na ideia de que "Há coisas a se conhecer, formas de conhecer (ways of knowing) e maneiras de descobrir sobre elas que são específicas à área de design." Uma série de seus artigos e textos de conferências sobre o tema ao longo do período 1982 - 2000 foi publicado sob o título Designerly Ways of Knowing (2006).
A segunda reunião em Delft (1994) lançou as bases para trabalhos posteriores em estudos da atividade de design. "A compreensão de como os designers pensam e trabalham" tem sido um tema importante em seus escritos, culminando no livro Design Thinking (2011).

A segunda reunião DTRS em Delft (1994) lançou as bases para muito trabalho posterior em estudos de protocolo de atividade design. " A compreensão de como os designers pensam e trabalham " tem sido um tema importante em seus escritos, culminando no Pensamento livro de Design ( 2011).